# Start Point (udde)
Start Point är en udde i Storbritannien.   Den ligger i grevskapet Devon och riksdelen England, i den södra delen av landet, 290 km sydväst om huvudstaden London.
Terrängen inåt land är platt. Havet är nära Start Point åt sydost.  Närmaste större samhälle är Kingsbridge, 11,9 km nordväst om Start Point. 